# NGC 5997
NGC 5997 је галаксија у сазвежђу Змија која се налази на NGC листи објеката дубоког неба.
Деклинација објекта је + 8° 19' 18" а ректасцензија 15h 47m 27,6s. Привидна величина (магнитуда) објекта NGC 5997 износи 14,2 а фотографска магнитуда 15,2. NGC 5997 је још познат и под ознакама CGCG 50-105, NPM1G +08.0422, PGC 56044.